# Rue de la Vierge (Toulouse)
Pour l’article homonyme, voir Rue de la Vierge.
La rue de la Vierge (en occitan : carrièra de la Verge) est une voie de Toulouse, chef-lieu de la région Occitanie, dans le Midi de la France.

## Situation et accès

### Description
La rue de la Vierge est une voie publique. Elle se trouve dans le quartier de Bonnefoy.
La chaussée compte une seule voie de circulation automobile à double-sens. Elle appartient à une zone 30 et la vitesse y est limitée à 30 km/h. Il existe une bande cyclable de chaque côté de circulation.

### Voies rencontrées
La rue de la Vierge rencontre les voies suivantes, dans l'ordre des numéros croissants :
1. Rue des Flandres
2. Rue du Faubourg-Bonnefoy

## Odonymie
La rue est aménagée à l'emplacement d'une allée qui menait au château de Lapujade (actuel no 129 chemin de Lapujade) et au terrain de la Vierge, un domaine de plaisance du faubourg de Bonnefoy (emplacement de l'actuelle résidence de la Vierge, impasse Toussaint-Louverture et Jim-Morrison). Il tenait son nom d'une statue de la Vierge Marie, mère de Jésus, qui se trouvait dans l'axe de l'allée.
Il existe par ailleurs d'autres voies toulousaines nommées en l'honneur de Marie, vierge d'après la tradition chrétienne. Ce sont la rue Sainte-Marie, dans le même quartier de Bonnefoy, et la rue Notre-Dame, dans le quartier Saint-Michel.

## Patrimoine et lieux d'intérêt
- no  2 : maison (deuxième quart du XXe siècle)[4].
- no  15 : maison (vers 1931)[5].